# Cherry Pop
Cherry Pop è un singolo di Alexandra Stan, pubblicato il 28 maggio 2014 da Roton Music, ed è il secondo singolo dall'album Unlocked. Brano molto dance con un ritmo simile alle canzoni kpop e jpop, molto vivace ed estiva.

## Video musicale
Il video è stato pubblicato il 28 maggio 2014 in Romania ed in Italia il 15 luglio 2014. Mostrano la cantante in diversi abiti ballare la coreografia e brano con dei ballerini insieme a lei.

## Tracce
Digital Download
1. Cherry Pop - 3:48

## Classifiche
| Classifica (2014) | Posizione massima |
| ----------------- | ----------------- |
| Giappone          | 64                |
| Romania           | 82                |

## Date di pubblicazione
| Paese    | Data           |
| -------- | -------------- |
| Mondo    | 28 maggio 2014 |
| Giappone | 6 luglio 2014  |
| Italia   | 15 luglio 2014 |